# Saser Kangri
Saser Kangri é uma montanha da cordilheira Saser Muztagh, parte do Caracórum, nos Himalaias. Tem 7 672 m de altitude e 2 304 m de proeminência topográfica, o que a torna num dos picos ultraproeminentes dos Himalaias Ocidentais. É a mais alta da cordilheira Saser Muztagh.
Esta montanha tem quatro picos principais
:
- Saser Kangri I, de 7672;
- Saser Kangri II, de 7518 m,
- Saser Kangri III ,de 7495 m,
- Saser Kangri IV, de 7416 m,

As primeiras tentativas de exploração e escalada ao Saser Kangri foram feitas pelo lado ocidental, a partir do vale de Nubra, que é mais baixo, mais povoado, e portanto mais facilmente acessível que a parte oriental, que está frente ao Planalto Tibetano.
As primeiras explorações europeias incluíram uma visita, em 1909, com o explorador inglês Tom George Longstaff, juntamente com Arthur Neve e A. M. Slingsby. No entanto, chegaram a elas sem conseguir subir, depois de várias tentativas de vários grupos no lado ocidental durante o período 1922-70, já que manifestamente a parte ocidental era surpreendentemente difícil.
Em 1973, finalmente, teve êxito a primeira ascensão ao pico de uma expedição dos membros da Polícia de Fronteira Indo-Tibetana, por uma rota muito diferente. Aproximaram-se do cume a partir de sudeste, através da parte superior do vale do Shyok e do norte do glaciar Shukpa Kunchan, uma viagem longa e difícil. O grupo consistia, entre outros, dos montanhistas Budhiman, Neema Dorjee, Sher Singh, Tajwer Singh, Phurba Sherpa e Chhewang Somanla.
Só em 1987 alguns alpinistas conseguiram ascender a este pico a partir do lado ocidental: uma equipa indo-britânica subiu com êxito ao pico em conjunto com a primeira ascensão do Saser Kangri IV.
O Saser Kangri II Oeste foi escalado pela primeira vez em 1984 por uma equipa indo-japonesa, que, à época, supunha que este pico era mais alto que o Saser Kangri II Este e só depois se confirmou que afinal era o mais alto dos dois. O Saser Kangri II Este foi escalado pela primeira vez por Mark Richey, Steve Swenson e Freddie Wilkinson em 24 de agosto de 2011. Até então era o segundo mais alto pico não escalado, após o Gangkhar Puensum.